# Йосиф Вартичан
Йоси́ф Костянти́нович Вартича́н  (рум. Iosif Vartician; 22 вересня 1910, село Оніцкани Бессарабської губернії, тепер село Оніцкань, Молдова — 13 травня 1982, місто Кишинів, тепер Молдова) — молдовський літературознавець, кандидат філологічних наук, академік АН Молдавської РСР (з 1961). Депутат Верховної Ради Молдавської РСР.

## Життєпис
У 1935—1937 роках — заступник редактора газети «Комсомолистул Молдовей» («Комсомолець Молдавії»).
У 1937—1941 роках — студент філологічного факультету Ленінградського державного педагогічного інституту імені Герцена.
З 1944 по 1948 рік як диктор озвучував молдавські документальні фільми та кіножурнали під час перебування Кишинівського кінокореспондентського пункту в Києві.
У 1946—1949 роках — аспірант Інституту мови та мислення Академії наук СРСР.
Член ВКП(б) з 1949 року.
У 1950—1960 роках — завідувач кафедри, декан філологічного факультету Кишинівського державного університету імені Леніна.
Одночасно, до грудня 1958 року — завідувач сектору Інституту мови та літератури Молдавської філії Академії наук СРСР.
З грудня 1958 по 1961 рік — директор Інституту мови та літератури Молдавської філії Академії наук СРСР.
Одночасно, 17 квітня 1959 — 3 квітня 1963 року — голова Верховної Ради Молдавської РСР.
У 1961—1970 роках — академік-секретар Відділення суспільних наук Академії наук Молдавської РСР.
Одночасно, в 1961—1977 роках — голова правління Молдавського республіканського товариства «Знання».
У 1970—1974 роках — віцепрезидент Академії наук Молдавської РСР.
У 1974—1982 роках — головний редактор Молдавської радянської енциклопедії.
Автор праць з історії молдовської літератури та її зв'язків з російською та українською літературами. Співавтор книжок «Страницы дружбы» (Кишинів, 1958) та «Молдавско-русско-украинские литературниые и фольклорные связи» (том 1—2, Кишинів, 1961—1967).
Тарасу Шевченкові присвятив статтю «Поет, близький серцю молдаванина» (1961). Виступав з доповіддю на ювілейній десятій науковій шевченківській конференції.
Помер 13 травня 1982 року в місті Кишиневі.

## Нагороди та премії
- два ордени Трудового Червоного Прапора
- орден Дружби народів (7.08.1981)
- медалі
- Заслужений діяч науки Молдавської РСР (1979).